# Ferdinand Goethals
Ferdinand Goethals, ook Goethals-Bischoff (Kortrijk 7 december 1786 – 23 maart 1860) was lid van het Belgisch Nationaal Congres.

## Levensloop
Ferdinand Goethals-Bischoff behoorde tot de notabele Kortrijkse familie Goethals. In 1830 werd hij verkozen tot lid van het Nationaal Congres. Hij ontmoette daar zijn broer Jean Goethals en zijn schoonbroer Adolphe Bischoff. Ook Jean Vergauwen-Goethals was verwant.
In de openbare zittingen van het Congres hield hij slechts één tussenkomst, bij het indienen van een amendement waarbij aan Kortrijk een Kamerzetel méér zou worden toegekend dan aan Brugge. Immers, zo argumenteerde hij, het arrondissement Brugge had maar 100.000 inwoners en het arrondissement Kortrijk 140.000. Hij werd hierin alleen ondersteund door Jean Goethals en zijn amendement werd verworpen.
Goethals-Bischoff stemde met de meerderheid mee: voor de onafhankelijkheidsverklaring en voor de eeuwigdurende uitsluiting van de Nassaus, voor regent Surlet de Chokier, voor Leopold van Saksen Coburg en voor de aanvaarding van het Verdrag der XVIII artikelen. Hij deed alleen maar een zijsprongetje toen in februari 1831 de eerste stemming voor een kandidaat-koning plaatsvond. Hij stemde toen voor hertog Karel van Oostenrijk-Teschen.
Na het einde van de werkzaamheden van het Congres hernam Goethals zijn commerciële activiteiten in Kortrijk. Hij werd ook handelsrechter.
Ferdinand Goethals, die trouwde met Louise-Thérèse Bischoff (1800-1866), had een dochter Stéphanie (1823-1888) die trouwde met haar neef Louis Goethals (1820-1882). Die hadden op hun beurt een zoon, Edmond Goethals (1854-1919) die advocaat werd in Gent en van 1900 tot 1904 senator was voor Brussel. Deze Edmond trouwde met Louise de Bay (1856-1931) en ze hadden 9 kinderen. In 1897 werd hij, samen met zijn broer kanunnik Georges Goethals, in de adelstand opgenomen. Goethals-de Bay heeft een talrijk nageslacht.